# Bethmale
Bethmale ist eine französische Gemeinde mit 100 Einwohnern (Stand 1. Januar 2022) im Département Ariège in der Region Okzitanien. Sie gehört zum Kanton Couserans Ouest und zum Arrondissement Saint-Girons.

## Lage
Sie liegt in den Pyrenäen, im Massif du Mont Valier. 
Nachbargemeinden sind Moulis im Norden, Alos im Nordosten, Sentenac-d’Oust im Osten, Seix im Süden, Bordes-Uchentein im Westen sowie Arrien-en-Bethmale im Nordwesten.

## Bevölkerungsentwicklung
| Jahr      | 1962 | 1968 | 1975 | 1982 | 1990 | 1999 | 2008 | 2019 |
| --------- | ---- | ---- | ---- | ---- | ---- | ---- | ---- | ---- |
| Einwohner | 221  | 187  | 149  | 96   | 96   | 83   | 96   | 93   |

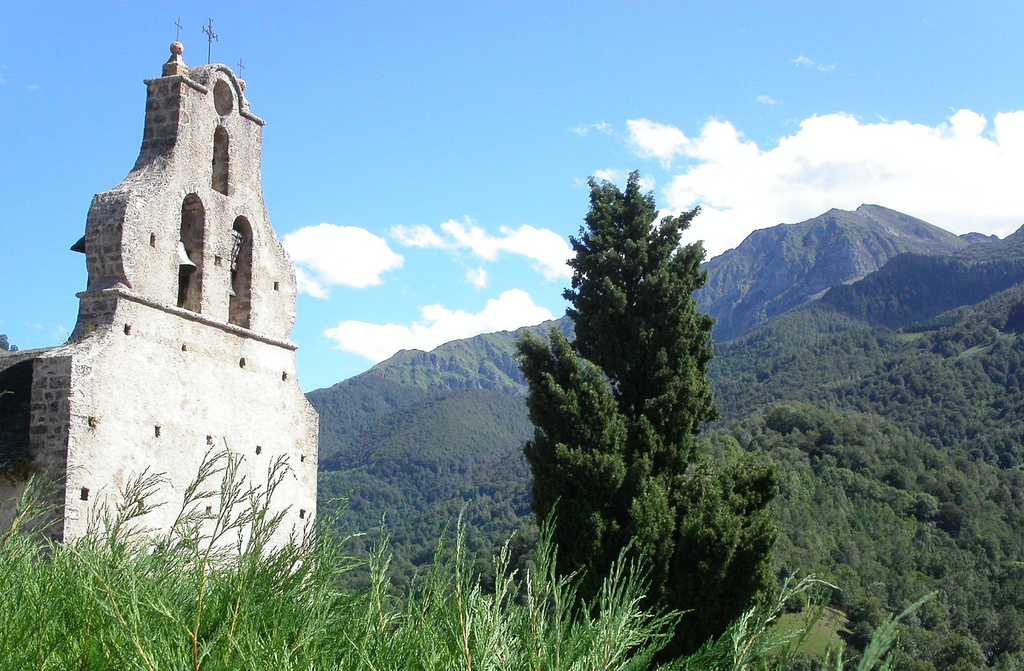
Église d’Ayet, Kirche bei Bethmale, Monument historique
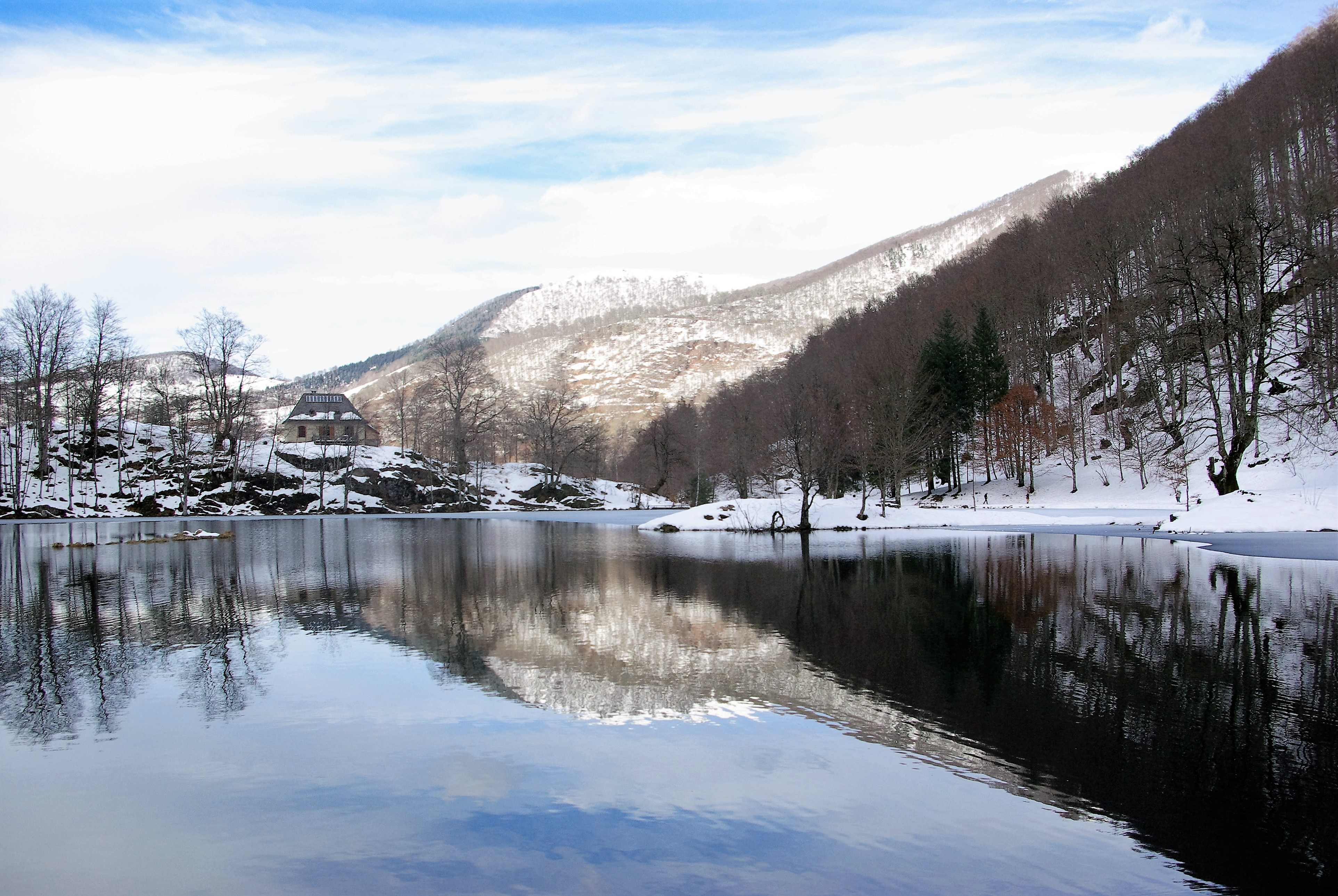
Bergsee Lac de Bethmale auf 1074 m über Meereshöhe
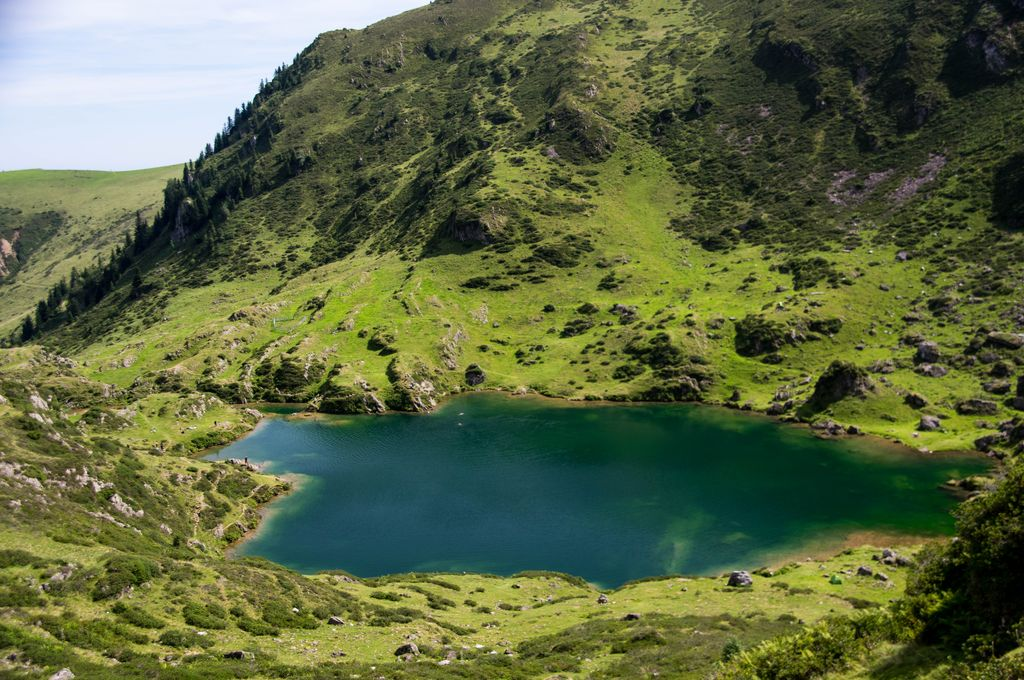
Bergsee Étang d’Ayes